# Army of the James
Army of the James var en unionshær som var sammensat af enheder fra militærområdet Virginia og North Carolina og gjorde tjeneste langs James River under de afsluttende operationer i den amerikanske borgerkrig i Virginia.

## Historie
Unionens militærområder for Virginia og North Carolina blev lagt sammen i 1863. Tropper fra disse militærområder blev samlet i XVIII Korps. I april 1864 blev X Korps overført til området, og de to korps dannede tilsammen Army of the James. Generalmajor Benjamin F. Butler blev sat til at lede den.
Under generalløjtnant Ulysses S. Grants Overland kampagne i 1864 foretog Butler adskillige fremstød mod Petersburg og Richmond. I Slaget ved Cold Harbor blev XVIII Korps sendt af sted for at fungere under Army of the Potomac. XVIII Korps deltog også i Belejringen af Petersburg. Under belejringen var Army of the James fortrinsvis involveret i omslutningen af Richmond.
Butlers eneste større succes som kommandør for hæren var i september 1864 i Slaget ved Chaffin's Farm, hvor hæren erobrede en betydelig del af de konfødererede forsvarsværker, som beskyttede Richmond, herunder fort Harrison. I december blev hæren reorganiseret, og XVIII og X Korps blev foreløbig nedlagt. Alle de sorte tropper blev placeret i XXV Korps og de hvide i XXIV Korps og militærområderne Virginia og North Carolina blev adskilt. Enheder fra det tidligere XVIII Korps og X Korps blev formeret i "Fort Fisher Expeditionary Corps" og sejlet til Fort Fisher. Butler brugte sin stilling som leder af militærområdet til selv at tage kommandoen over ekspeditionen, men efter hans nederlag i det Første slag ved Fort Fisher benyttede Grant muligheden og fjernede Butler. Generalmajor Edward Ord, helten fra Chaffin's Farm, blev overdraget kommandoen over Army of the James.
Under Ords ledelse fik Army of the James sin største succes. XXIV Korps deltog i de sidste angreb på Petersburg, mens det XXV Korps var den første enhed, som indtog den faldne by Richmond. Ord og XXIV Korps forfulgte de konfødererede til Appomattox Court House, hvor de afskar Robert E. Lees flugtrute. Army of the James var tilstede, da Army of Northern Virginia overgav sig.

## Chefer
- Generalmajor Benjamin F. Butler (28. april 1864 – 8. januar 1865)
- Generalmajor Edward Ord (8. januar 1865 – 1. august 1865)

## Større slag og kampagner
- Bermuda Hundred kampagnen (Butler)
- Slaget ved Cold Harbor (Butler) (kun XVIII Corps var involveret fra Army of the James)
- Belejringen af Petersburg (Butler)
- Belejringen af Richmond (Butler)
- Slaget ved Chaffin's Farm (Butler)
- Petersburgs fald (Ord)
- Richmonds fald (Ord) (Kun XXV Korps var involveret fra Army of the James)
- Appomattox kampagnen (Ord)